# 鬼叫春
《鬼叫春》（英語：The Ghost Story）是1979年上映的一部香港電影，由李翰祥執導，岳华等人主演，根据蒲松龄小说《聊斋志异》中的画皮进行改编，该电影主要讲述一个女鬼报复一位将军转生的故事。

## 劇情簡介
一个老人给人们讲了一个故事：在唐代，有一位将军和士兵在一家客栈休息的时候，意外的遇到了一群可以把人变成牛的女鬼，虽说最后他用计除掉了这些女鬼，但是这些女鬼中的其中一个女鬼却决定多日后找那位将军报仇。
随后又过了很久，时间来到了清朝，此时一个书生遇到了一个美丽的女子，但是在之后的相处中，得知这个女子实际上是一个女鬼，不过由于之后在道士等人的帮助下，他这才安全的活了下去。
然而当老人把故事讲完后，一些人却觉得这个老人长得很像那个书生……

## 演员
- 岳华
- 胡錦
- 焦姣
- 餘莎莉
- 林洋洋
- 吳杭生
- 陸劍明
- 楊志卿
- 惠英紅
- 王清河
- 高雄

## 相關連結
- 香港影庫上《鬼叫春》的資料（繁體中文）
- 互联网电影数据库（IMDb）上《鬼叫春》的资料（英文）